# Lights Out (film)
Lights Out är en amerikansk skräckfilm från 2016 i regi av David F. Sandberg, hans första långfilm. Den är baserad på kortfilmen med samma namn.

## Rollista (i urval)
- Teresa Palmer – Rebecca
  - Amiah Miller – Rebecca som ung
- Gabriel Bateman – Martin
- Alexander DiPersia – Bret
- Billy Burke – Paul
- Maria Bello – Sophie
- Alicia Vela-Bailey – Diana
- Andi Osho – Emma
- Rolando Boyce – Brian Andrews
- Maria Russell – Gomez
- Elizabeth Pan – Sjuksköterska
- Lotta Losten – Esther
- Ava Cantrell – Diana som tonåring
- Emily Alyn Lind – Sophie som tonåring